# Chaetacosta vittithorax
Chaetacosta vittithorax är en skalbaggsart som beskrevs av Gilmour 1961. Chaetacosta vittithorax ingår i släktet Chaetacosta och familjen långhorningar. Inga underarter finns listade i Catalogue of Life.